# Ananteris sabineae
Ananteris sabineae é uma espécie de escorpião encontrada no sul da Guiana Francesa. A espécie é geneticamente próxima de Ananteris pydanieli, e comumente é descrita em relação a esta outra.

## Descrição
As pernas e pedipalpos do escorpião são pálidas. Em relação a A. pydanieli, sua carapaça é mais escura e as manchas amarelas são menos aparentes.